# Flap (Phonetik)
Als Flap (engl. für ‚flattern, klappern‘; Plur. Flaps), auch Tap (engl. für ‚tippen‘; Plur. Taps), deutsch geschlagener Laut, bezeichnet man in der Phonetik einen Konsonanten, der durch eine einmalige schlagende Bewegung der Zunge gegen den Artikulationsort entsteht.
Für den Großteil der Sprachwissenschaftler sind Flaps und Taps dasselbe, weswegen sie auch beide Bezeichnungen synonym verwenden. Peter Ladefoged vertrat zeitweilig die Meinung, es sei nützlich, zwischen „Flap“ und „Tap“ zu unterscheiden, verwendete diese Begriffe aber selbst uneinheitlich. Später vertrat Ladefoged eher die Meinung, es mache keinen Unterschied und die Bezeichnung „Flap“ sei daher vorzuziehen.
Für die wenigen Sprachwissenschaftler, die einen Unterschied machen, ist der Flap ähnlich dem Tap, nur dass im Gegensatz zum Tap, bei dem die Zungenspitze unmittelbar aus der Ruhelage heraus an den Artikulationsort tippt, die Zunge sich nach der Artikulation in die Ruhelage (hinter die unteren Zähne) bewegt. Nach dieser Ansicht stellt der Tap den Laut [⁠ɾ⁠] dar, während der Flap – der normalerweise nicht im IPA vorkommt – durch den Laut [⁠ᴅ⁠] wiedergegeben wird.
Es gibt labiale, apikal-alveolare, retroflexe und uvulare Flaps.
| IPA | Beschreibung                          | Beispiel                             |
| --- | ------------------------------------- | ------------------------------------ |
| [⁠ɺ⁠] | stimmhafter lateraler alveolarer Flap | niederdt. wedder ‚wieder‘            |
| [ɺ̠] | lateraler postalveolarer Flap         | jap. ラーメン (rāmen)                |
| [⁠ɽ⁠] | stimmhafter retroflexer Flap          | Urdu بڑا ‚groß‘                      |
| [⁠ɾ⁠] | stimmhafter alveolarer Flap           | engl. (AE) letter ‚Brief; Buchstabe‘ |
| [⁠ѵ⁠] | stimmhafter labiodentaler Flap        | Mono vwa                             |